# Papuaphiloscia insulana
Papuaphiloscia insulana är en kräftdjursart som beskrevs av Albert Vandel1970. Papuaphiloscia insulana ingår i släktet Papuaphiloscia och familjen Philosciidae. Inga underarter finns listade i Catalogue of Life.